# Final de la Copa d'Europa de futbol de 1956
La final de la Copa d'Europa de 1956 va ser la final inaugural de la competició paneuropea de futbol, ara coneguda com a Lliga de Campions de la UEFA, per determinar els guanyadors de la Copa d'Europa de 1955-56. Va ser disputada pel Reial Madrid, d'Espanya i l'Stade de Reims, de França, i es va jugar al Parc dels Prínceps de París el 13 de juny de 1956 davant de 38.000 persones. El Reial Madrid va arribar a la final derrotant l'AC Milan italià per 5-4 en el global, mentre que el Reims va derrotar l'Hibernian FC escocès per 3-0 en el global. El partit va acabar 4-3 a favor del Reial Madrid, que va iniciar així la seva ratxa inigualada de cinc Copes d'Europa consecutives. El partit va començar amb força per al Reims, amb gols de Michel Leblond i Jean Templin que van posar el 2-0 en 10 minuts, però al descans, el Madrid havia empatat el marcador amb gols d'Alfredo Di Stéfano i Héctor Rial. El Reims va tornar a posar-se per davant al minut 62 gràcies a Michel Hidalgo, però quan Marquitos i Rial van marcar als minuts 67 i 79 respectivament, el Reims ja no va poder respondre i el Madrid va aconseguir la primera Copa d'Europa, el primer de cinc títols consecutius.

## Ruta cap a la final
| Reial Madrid | Reial Madrid | Reial Madrid  | Reial Madrid | Ronda           | Reims        | Reims   | Reims         | Reims        |
| ------------ | ------------ | ------------- | ------------ | --------------- | ------------ | ------- | ------------- | ------------ |
| Oponent      | Agregat      | primera volta | Segona volta |                 | Oponent      | Agregat | primera volta | Segona volta |
| Servette     | 7–0          | 2–0 (A)       | 5–0 (H)      | Primera fase    | AGF Aarhus   | 4–2     | 2–0 (A)       | 2–2 (H)      |
| Partizan     | 4–3          | 4–0 (D)       | 0–3 (A)      | Quarts de final | Vörös Lobogó | 8–6     | 4–2 (H)       | 4–4 (A)      |
| AC Milà      | 5–4          | 4–2 (H)       | 1–2 (A)      | Semifinals      | Hibernian FC | 3–0     | 2–0 (H)       | 1–0 (A)      |

### Reial Madrid
El Reial Madrid va entrar a la Copa d'Europa com a campió del títol de la Lliga de 1954-55. A la primera ronda, es van enfrontar al Servette, campió suís. Després d'aconseguir una victòria per 2-0 fora de casa al partit d'anada, van aconseguir una victòria per 5-0 a l'estadi Santiago Bernabéu amb Alfredo Di Stéfano marcant dos gols en la victòria. Als quarts de final es van enfrontar al FK Partizan iugoslau, que havia acabat cinquè la temporada anterior. En el primer partit a casa, Heliodoro Castaño Pedrosa va marcar dos gols, i els gols de Francisco Gento i Alfredo Di Stéfano van donar al Reial Madrid un avantatge de quatre gols abans del partit fora de casa a Belgrad. El Partizan va guanyar el partit de tornada per 3-0, però això no va ser suficient per avançar a les semifinals. Allà, el Reial Madrid va guanyar el partit d'anada a casa contra l'AC Milan i, amb un avantatge de dos gols, es va poder permetre una derrota per 2-1 al partit de tornada a San Siro.

### Stade de Reims
El Reims va participar a la Copa d'Europa com a campió del títol de la primera divisió francesa de la temporada 1954–55. A la primera ronda, es van enfrontar al campió danès AGF Aarhus. En el partit d'anada van aconseguir una victòria per 2-0 gràcies a dos gols de Léon Glovacki, abans d'un empat a 2 a l'Stade Auguste-Delaune. Als quarts de final es van enfrontar a l'equip hongarès Vörös Lobogó, que havia acabat segon la temporada anterior. En el primer partit a casa, Michel Leblond va marcar dos gols, i els gols de Léon Glovacki i René Bliard van donar al Reims un avantatge de dos gols abans del partit fora de casa a Budapest. Allà, un partit molt ajustat va assegurar un empat a 4, que va permetre que el Reims avancés a les semifinals, on va derrotar el club escocès Hibernian FC als dos partits, i va arribar a la final invicte.

## Partit

### Detalls
| Reial Madrid                               | 4–3     | Reims                              |
| ------------------------------------------ | ------- | ---------------------------------- |
| Di Stéfano 14' Rial 30', 79' Marquitos 67' | Informe | Leblond 6' Templin 10' Hidalgo 62' |

| Reial Madrid | Reims |

| GK              | 1  | Juan Alonso        |
| RB              | 2  | Ángel Atienza      |
| LB              | 3  | Rafael Lesmes      |
| RH              | 4  | Miguel Muñoz (c)   |
| CH              | 5  | Marquitos          |
| LH              | 6  | José María Zárraga |
| OR              | 7  | Joseíto            |
| IR              | 8  | Ramón Marsal       |
| CF              | 9  | Alfredo Di Stéfano |
| IL              | 10 | Héctor Rial        |
| OL              | 11 | Paco Gento         |
| Entrenador:     |    |                    |
| José Villalonga |    |                    |

| GK             | 1  | René-Jean Jacquet  |
| RB             | 2  | Simon Zimny        |
| LB             | 3  | Raoul Giraudo      |
| RH             | 4  | Michel Leblond     |
| CH             | 5  | Robert Jonquet (c) |
| LH             | 6  | Robert Siatka      |
| OR             | 7  | Michel Hidalgo     |
| IR             | 8  | Léon Glowacki      |
| CF             | 9  | Raymond Kopa       |
| IL             | 10 | René Bliard        |
| OL             | 11 | Jean Templin       |
| Entrenador:    |    |                    |
| Albert Batteux |    |                    |

| Àrbitres assistents: J. Parkinson (Anglaterra) Tommy Cooper (Anglaterra) |